# Per fortuna purtroppo
Per fortuna purtroppo es el tercer álbum de la cantante italiana Irene Grandi, publicado el 25 de septiembre del 1997.
Premiado como disco de platino.
Anunciado por el sencillo de  Che vita è, el álbum no contiene colaboraciones particolares, pero a su interno están presentes muchas canciones escritas por la cantante misma, que en este disco experimenta el estilo soul. 
Entrle las diez canciones del disco, están también Fai come me, de la película Il barbiere di Rio, Otto e mezzo, Primitiva y Non ti scriverò cantada con Teacher Mike.

## Canciones
| #   | Título                                                   | Duración |
| --- | -------------------------------------------------------- | -------- |
| 01. | “Per fortuna purtroppo” Afortunadamente, lamentablemente | (04:31)  |
| 02. | “Nuova posizione” Nueva posición                         | (04:43)  |
| 03. | “Che vita è” Qué vida es                                 | (04:26)  |
| 04. | “Primitiva” Primitiva                                    | (04:28)  |
| 05. | “È possibile che noi” Es posible que nosotros            | (04:31)  |
| 06. | “Otto e mezzo” Ocho y media                              | (03:43)  |
| 07. | “Fai come me” Haz cómo yo                                | (03:25)  |
| 08. | “Non ti scrivero” No te escriviré                        | (03:59)  |
| 09. | “Sotto le stelle” Bajo las estrellas                     | (04:43)  |
| 10. | “Un bagno in mare” Un baño en el mar                     | (04:44)  |

- Datos: Q3899529